# Haus Zallinger

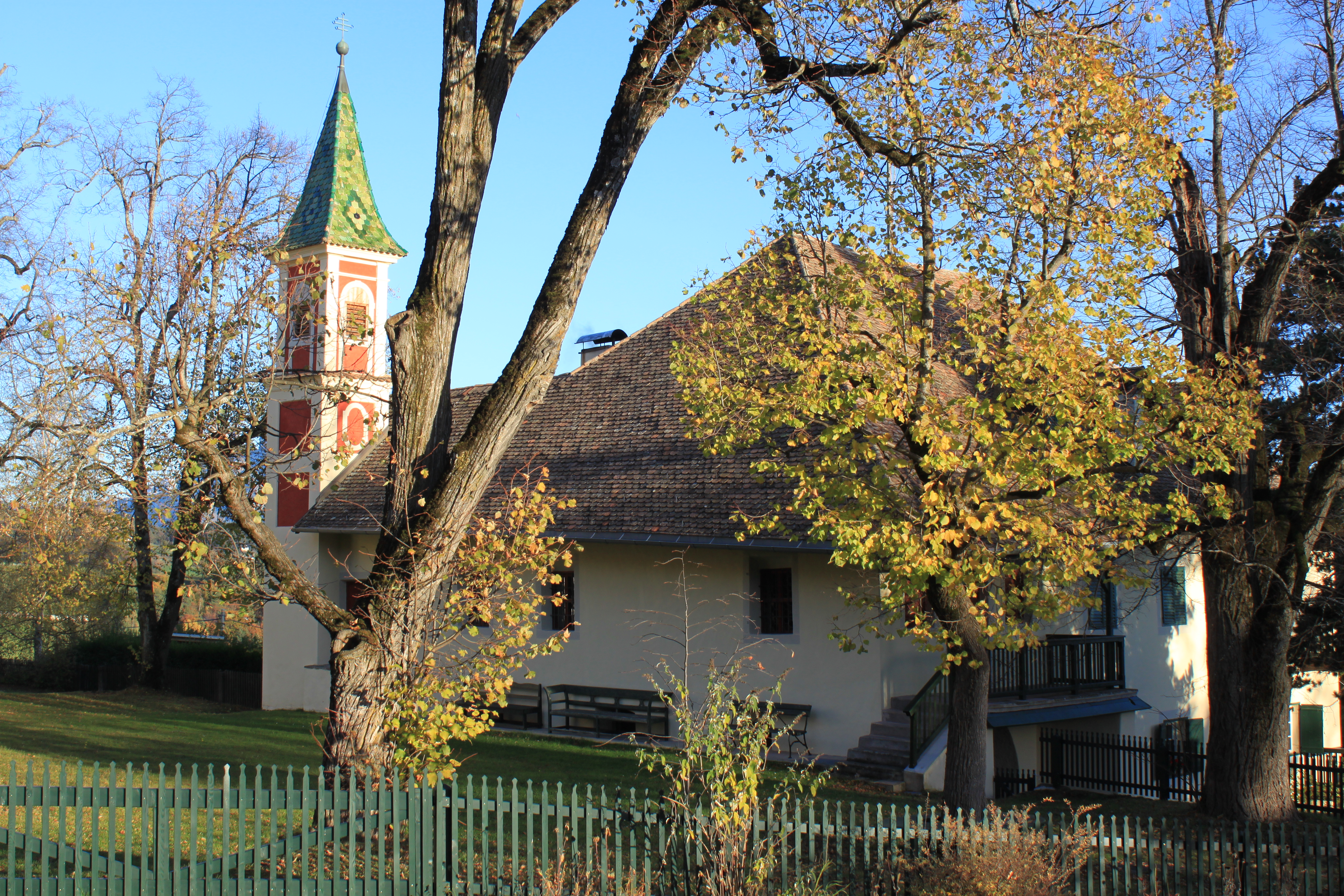
Haus Zallinger mit Kapelle

Das Haus Zallinger ist mit der Magdalenenkapelle ein geschütztes Baudenkmal in Maria Himmelfahrt, einem zu Oberbozen gerechneten Weiler in der Gemeinde Ritten in Südtirol. 

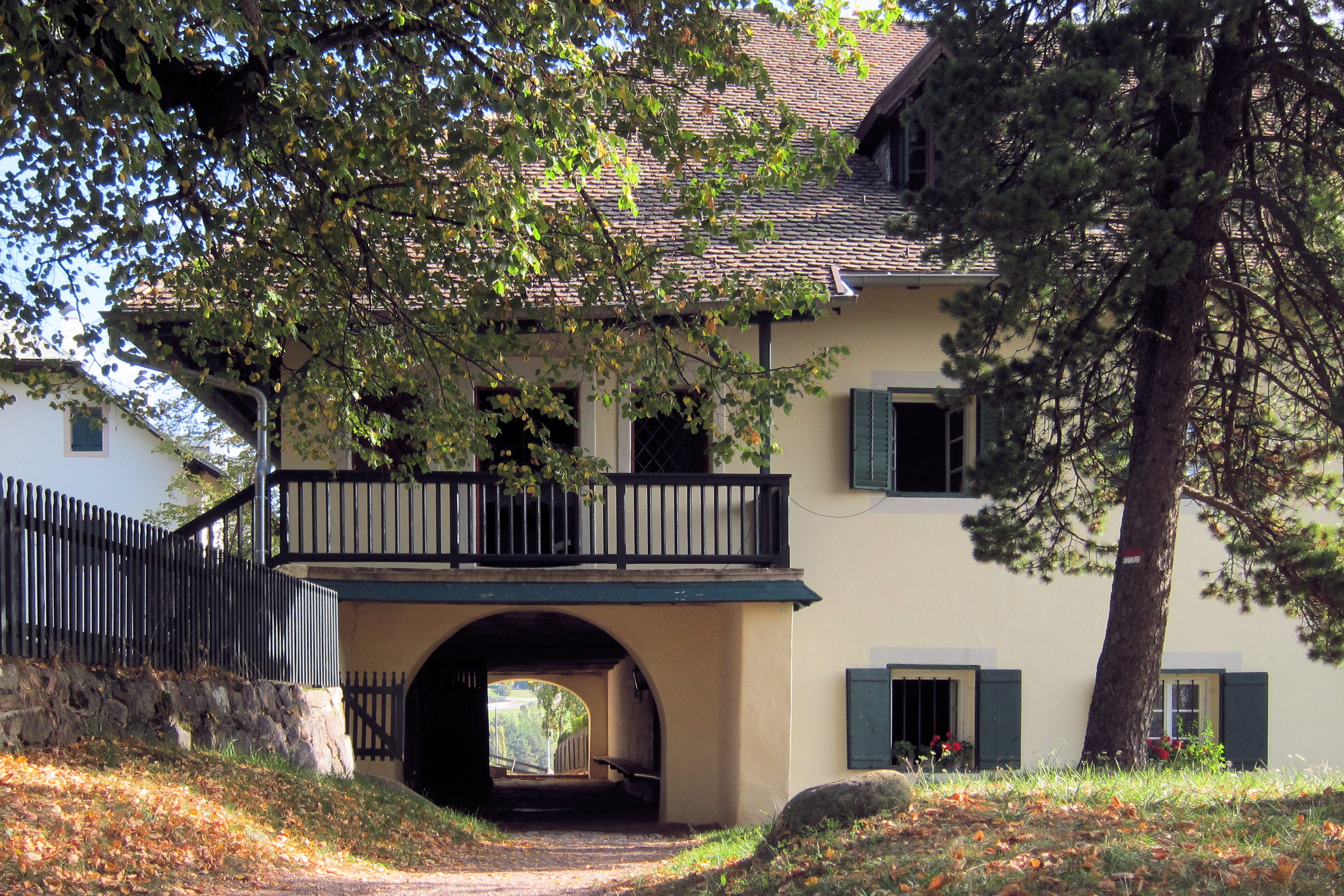
Oben der Eingang zur Kapelle, unten der Gehweg mit dem Hauseingang

## Geschichte
Im Kern stammt das Anwesen aus dem 17. Jahrhundert. Als erster Besitzer gilt Franz von Hörtmayr, der 1640 die der hl. Magdalena geweihte Kapelle hinzufügte. Die aus Bozen stammende Familie Hörtmayr von Hiertenberg erhielt am 8. Mai 1586 von Kaiser Rudolf II. eine Adelskonfirmation und Wappenbesserung und ist 1650 mit Franz von Hörtmayr erloschen. Seinen heutigen Namen verdankt der Ansitz der Kaufmannsfamilie Zallinger aus Bozen, seit 1685 im Besitz des Hauses, die es als Sommerfrische nutzten. Später besaß es Barbara von Zeno geb. von Mayrl († 1806). Zeitweise war das Gebäude in den Händen mehrerer Eigentümer, darunter zur Hälfte Joseph Anton von Zallinger-Thurn. Alois von Zallinger war wiederum alleiniger Besitzer. Am 11. Januar 1983 erfolgte die Unterschutzstellung von Seiten des Südtiroler Landesdenkmalamtes. 